# Chitinamit
Chitinamit (chiamato anche Chitinamit-Chujuyup) è un sito archeologico appartenente alla civiltà Maya nelle colline del Guatemala. È stato identificato anche come Jakawitz, la prima capitale del regno dei Maya Quiche. Il sito si trova nel dipartimento di El Quiché. Chitinamit risale al periodo classico iniziale, e copre un'area di circa 2 ettari.

## Descrizione
Il sito si trova in una regione vicino al fiume Queca in una zona considerata poco adatta per l'agricoltura, e che quindi sia stato costruito su un'altura per essere difendibile. Il sito si trova sulla montagna di Chujuyup, sul lato ovest della valle Chuyujup ed è stato riportato alla luce nel 1977 da Kenneth Brown dell'università di Houston. È difesa da una struttura in pietra e vi sono terrazze in pietra, un campo da gioco, e un tempio dedicato al dio principale dei K'iche', chiamato Jakawitz. L'occupazione della città terminò in modo drastico.
Chitinamit include strutture residenziali che misurano 3 metri in altezza e 7 in larghezza. Queste strutture sono diverse dallo stile architettonico della popolazione Maya originale e si pensa che rappresentino uno stile importato dai K'iche'. Il sito è disposto attorno a una piazza interna.